# Tso Kar
El Tso Kar o Tsho kar, conegut per la seva grandària i profunditat, és un llac salat fluctuant situat en l'altiplà de Rupshu i la vall a la part meridional de Ladakh en l'estat més al nord d'Índia de Jammu i Caixmir. Es troba 160 km al sud de Leh; l'autopista de Leh-Manali passa 30 quilòmetres a l'oest d'ell. El llac està a 540 km a l'est de Srinagar, la capital de l'estat.

## Geografia i clima
El Tso Kar està connectat per un rierol d'entrada en el seu extrem sud-oest a un petit llac, el Startsapuk Tso, i junts formen la piscina de More, de 9 km², que és dominada pels pics de dues muntanyes, el Thugje (6050 m) i el Gursan (6370 m). De la geologia de les planes More, es pot concloure que el Tso Kar, en temps històrics, es va estendre fins aquest alt vall. Fins fa uns anys el llac era una important font de sal, que els nòmades changpa utilitzaven per exportar al Tibet. El poblat nòmada dels thugjes es troba a 3 km al nord. Hi ha un campament de tendes de campanya a la riba oest del llac que proporciona allotjament per als turistes.
A causa de l'alta altitud, el clima és extrem a l'hivern; les temperatures inferiors a -40 °C no són infreqüents. A l'estiu la temperatura puja per sobre de 30 °C, amb fluctuacions extremes durant el dia. La precipitació en forma de pluja o neu és extremadament rara.

## Flora i fauna
Les entrades del Tso Kar són una font d'aigua no salina. Es formen a la font algues verdes i vegetació a la primavera, morint a l'hivern. A les ribes del Startsapuk Tso i dels tributaris del Tso Kar hi ha una gran quantitat de ciperàcies i un gran nombre de ranuncles, mentre que algunes parts de la conca alta estan marcades per vegetació estepària intercalada amb tragacant i Polygala dalmaisiana. La riba de Tso Kar està parcialment coberta amb una escorça de sal, que manté la vegetació lluny de les entrades.
A causa de la salinitat del Tso Kar, la major part de la fauna resident es troba en els seus afluents i en el Startsapuk Tso. Hi ha grans colònies de cria de cabussons i gavines de cap bru, i algunes oques indies, oques i xatracs. En les rodalies del llac, les grues collnegres i la ganga tibetana són relativament comunes. La conca del Tso Kar i les planes adjacents constitueixen un dels hàbitats més importants del kiang, les gaseles del Tibet, els llops tibetans i les guineus. Hi ha marmotes de les estepes en els trams més alts. Els iacs i els cavalls són guardats pels nòmades.
Actualment la conca del llac no té protecció especial, però hi ha plans per incloure-la dins d'un parc nacional que pot establir-se en les terres altes del sud-est de Ladakh.